# Tetraplasandra gymnocarpa
Tetraplasandra gymnocarpa (tiếng Anh thường gọi là Koolau Tetraplasandra) là một loài thực vật thuộc họ Araliaceae là loài đặc hữu của Hawaiʻi. Chúng hiện đang bị đe dọa vì mất môi trường sống.